# Мельберг, Брор
Брор Ларс Астлей Мельберг (швед. Bror Lars Astley Mellberg; 9 декабря 1923, Амбьёрбю — 8 сентября 2004, Амбьёрбю) — шведский футболист, нападающий.

## Карьера
Брор Мельберг начал карьеру в клубе «Амбьёрбю», где он играл, одновременно занимаясь лыжным спортом, в частности, Мельберг стал чемпионом региона на дистанции 10 км среди юношей. Затем Брор перешёл в клуб «Викинг», где играл один год. Там же его обнаружили скауты клуба «Карлстад». Он провёл сезон в этой команде и перешёл в АИК. 7 августа 1949 года Мельберг дебютировал в составе клуба в матче с «Хальмией», где сразу забил гол. Всего в сезоне нападающий забил 15 голов в чемпионате, проведя 21 встречу. В 1950 году Мельберг уехал в Италию, в клуб «Дженоа», который также пригласил его партнёра по национальной команде, Стеллана Нильссона. Он дебютировал в составе команды 10 сентября в матче с «Луккезе», в котором клуб из Генуи победил 2:1. В сезоне сам клуб выступил очень неудачно, заняв последнее место в чемпионате. Сам Мельберг забил 13 голов в 36 матчах, став лучшим бомбардиром команды, которая за сезон забила лишь 46 мячей.
После сезона в Серии B, Брор уехал во Францию, в клуб «Тулуза», выступавший в Дивизионе 2. Клуб выиграл первенство второго дивизиона, а шведский форвард забил 27 голов в 33 матчах. После этого он перешёл в «Ред Стар», вышедший во второй дивизион. На второй год пребывания Брора в команде, клуб занял второе место в Дивизионе 2. Но продвижению лигой выше помешал коррупционный скандал, из-за которого президент клуба и его главный тренер были дисквалифицированы. Сам Мельберг провёл ещё один год в команде и перешёл в «Сошо». В 1957 году Брор принял решение вернуться в Швецию, чему поспособствовала нестабильная политическая ситуация во Франции. Нападающий вернулся в АИК, где играл до 1961 года.
В 1965 году Мельберг был приглашён в войти в состав руководства клуба и пробыл в нём 15 лет, 10 из которых (с 1969 по 1979) занимал пост вице-президента. Одновременно Брор занимался бизнесом, в частности владел автосервисом, АЗС и несколькоми станциями Uno-X в Стокгольме, построил бизнес-центр.

## Личная жизнь
Брор был женат. Супругой была итальянка Камилла. У них в 1965 году родилась дочь, Вивека.

## Международная статистика
| Матчи Брора Мельберга за сборную Швеции | Матчи Брора Мельберга за сборную Швеции | Матчи Брора Мельберга за сборную Швеции | Матчи Брора Мельберга за сборную Швеции | Матчи Брора Мельберга за сборную Швеции | Матчи Брора Мельберга за сборную Швеции | Матчи Брора Мельберга за сборную Швеции |
| --------------------------------------- | --------------------------------------- | --------------------------------------- | --------------------------------------- | --------------------------------------- | --------------------------------------- | --------------------------------------- |
| №                                       | Дата                                    | Место проведения                        | Оппонент                                | Счёт                                    | Голы                                    | Турнир                                  |
| 1                                       | 23 октября 1949                         | Копенгаген                              | Дания                                   | 2:3                                     | 1                                       | Товарищеский матч                       |
| 2                                       | 13 июля 1950                            | Сан-Паулу                               | Уругвай                                 | 2:3                                     | —                                       | Чемпионат мира                          |
| 3                                       | 16 июля 1950                            | Сан-Паулу                               | Испания                                 | 3:1                                     | 1                                       | Чемпионат мира                          |
| 4                                       | 8 июня 1958                             | Стокгольм                               | Мексика                                 | 3:0                                     | —                                       | Чемпионат мира                          |
| 5                                       | 12 июня 1958                            | Стокгольм                               | Венгрия                                 | 2:1                                     | —                                       | Чемпионат мира                          |
| 6                                       | 20 августа 1958                         | Хельсинки                               | Финляндия                               | 7:1                                     | —                                       | Товарищеский матч                       |

## Достижения
- Обладатель Кубка Швеции: 1950